# Symphoricarpos ×chenaultii
Symphorine de Chenault, Symphorine couvre-sol
Espèce
Synonymes
- Symphoricarpos microphyllus × S. orbiculatus[2]

Symphoricarpos ×chenaultii, en français Symphorine de Chenault ou Symphorine couvre-sol, est une espèce hybride de plantes ornementale de la famille des Caprifoliaceae et du genre Symphoricarpos, plantée principalement en Europe, notamment comme plante couvre-sol. Elle est le résultat du croisement entre Symphoricarpos microphyllus et Symphoricarpos orbiculatus.

## Description
Cette symphorine forme un arbrisseau dense au port souple atteignant en moyenne 1,60 m en tous sens, avec une croissance moyennement rapide. Son feuillage est tardivement caduc, composé de petites feuilles ovales-arrondies de 2 cm de long, de couleur vert foncé sur la face supérieure, mais d'un vert plus clair sur la face inférieure. Le limbe foliaire est légèrement velu. La floraison a lieu dans la seconde moitié de l'été, en août-septembre, sous forme de petites fleurs en entonnoir solitaires ou jumelées, de couleur rose. Après pollinisation par les insectes, elles laissent place à de nombreuses petites baies de 8 mm de diamètre, d'un rose soutenu.

## Exigences
La Symphorine de Chenault tolère l'ombre, mais est plus florifère et fructifère à mi-ombre ou au soleil. C’est un arbuste rustique et facile à cultiver. Il pousse sur de nombreux types de sols, même secs et envahis de racines, que l'on trouve sous les arbres et au pied des haies. Il est possible de faire une taille d’équilibre en fin d’hiver. 

## Cultivars

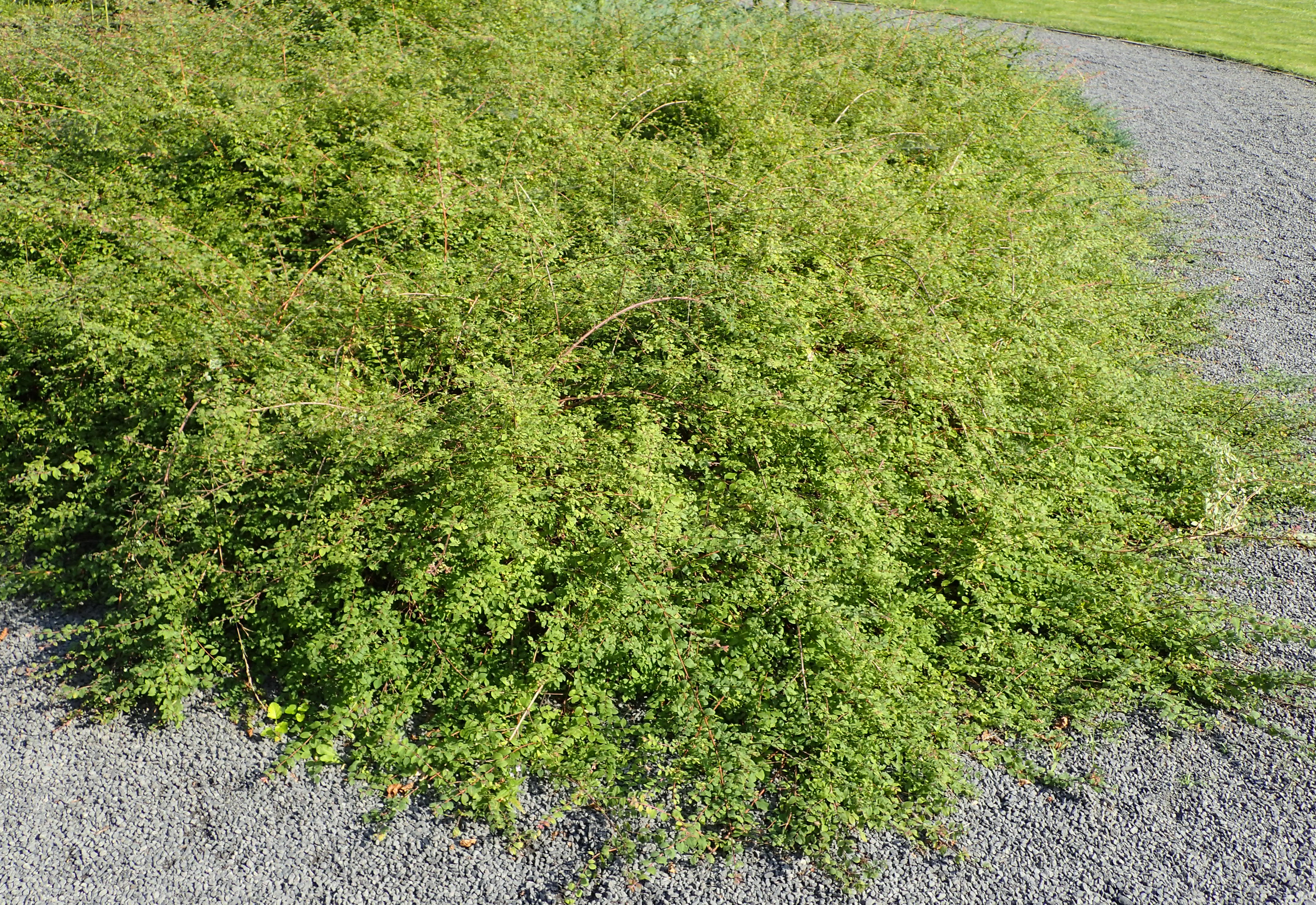
Symphoricarpos chenaultii 'Hancock' en couvre-sol.
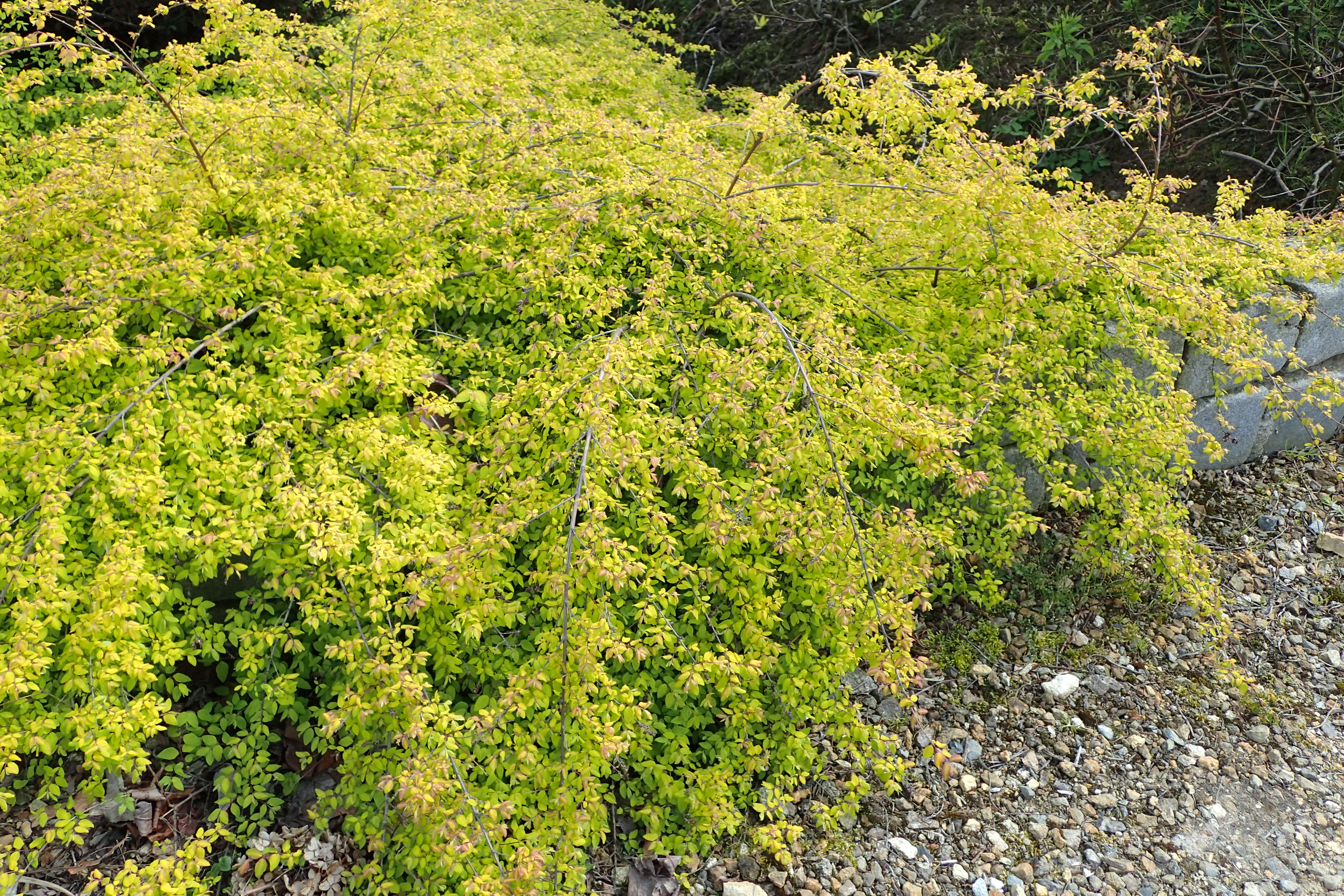
Symphoricarpos chenaulti 'Brain de Soleil' (port général).
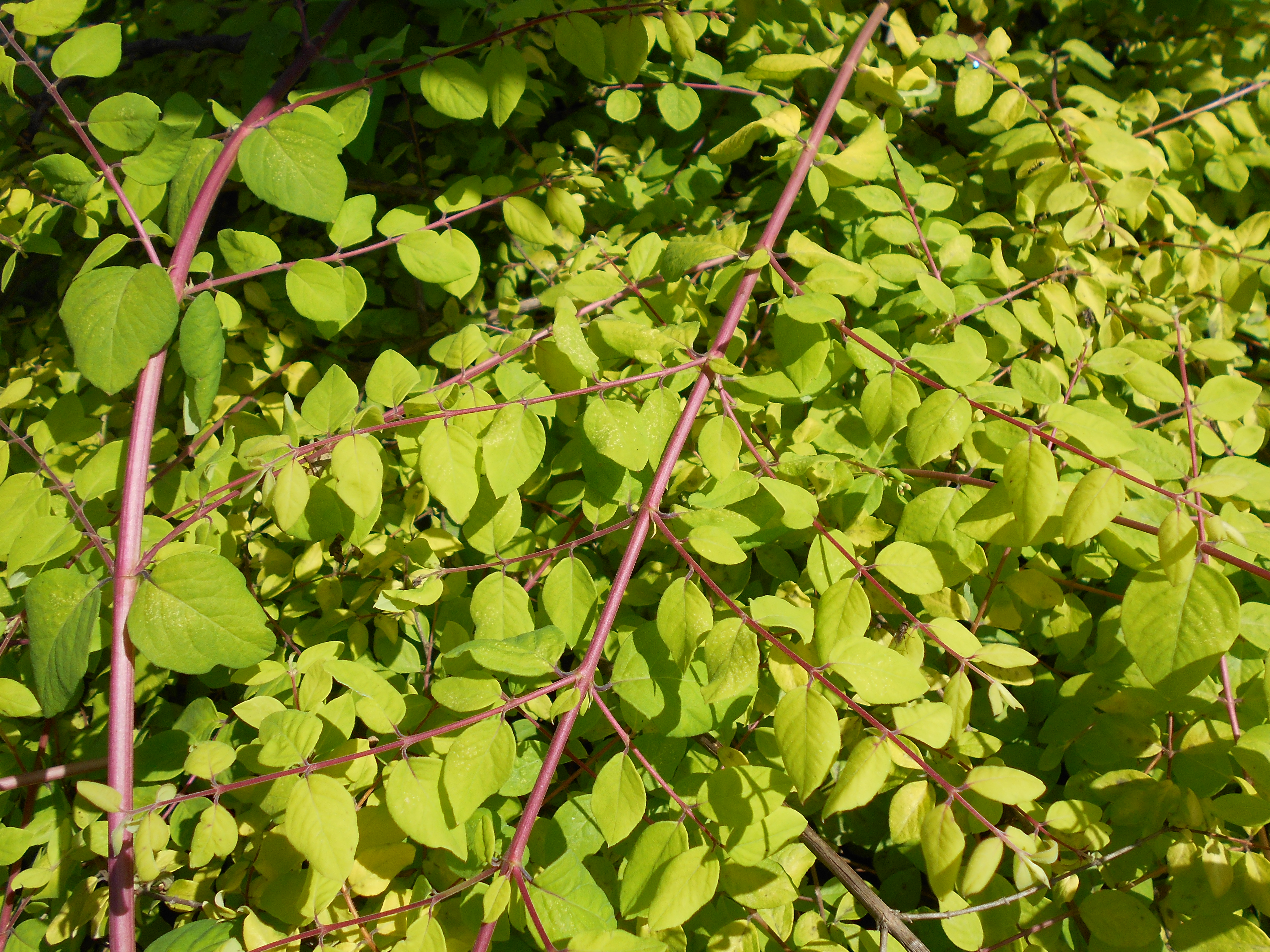
Symphoricarpos chenaulti 'Brain de Soleil' (feuilles).

Cette espèce est représentée par deux cultivars :
- Symphoricarpos chenaulti 'Brain de Soleil', variété française, mutation du cultivar 'Hancok', dotée d'un feuillage doré et de jeunes pousses orangées[4] ;
- Symphoricarpos chenaultii 'Hancock'[5].